# Robert Bąkiewicz
Robert Bąkiewicz (ur. 2 maja 1976 w Pruszkowie) – polski aktywista, osoba publiczna, w latach 2017–2023 prezes Stowarzyszenia Marsz Niepodległości oraz prezes Stowarzyszenia Roty Niepodległości, założyciel i szef organizacji Straż Narodowa.

## Życiorys

### Młodość i edukacja
Jego ojciec działał w NSZZ „Solidarność”. Robert Bąkiewicz wychowywał się w dzielnicy Gąsin w Pruszkowie. W młodości uczęszczał na treningi piłkarskie, gdzie jego trenerem był Ryszard Dumała. Ukończył Szkołę Podstawową nr 10 i Liceum Ogólnokształcące im. Tomasza Zana w tym samym mieście. Studiował w Wyższej Szkole Handlu i Prawa im. Ryszarda Łazarskiego w Warszawie, jednak studiów nie ukończył.

### Kariera
W 1998 założył własne przedsiębiorstwo Sir-Bud z branży budowlanej (specjalizujące się w budowie dróg i autostrad), które zbankrutowało w lutym 2011, przynosząc mu siedmiomilionowy dług. Wkrótce potem otrzymał pracę jako redaktor tygodnika „Polska Niepodległa”. Równolegle grał w klubie PKS Legion Pruszków na poziomie B klasy. Od 2011 do 2016 pracował dorywczo. W styczniu 2016 zakończył się proces sądowy, którego skutkiem było umorzenie zadłużenia.
W 2016 dołączył do grupy nacjonalistycznej Narodowy Pruszków, a następnie do Obozu Narodowo-Radykalnego, w którym został członkiem zarządu. W tym samym roku został wiceprezesem Stowarzyszenia Marsz Niepodległości; funkcję prezesa objął 20 września 2017 – od tego momentu zorganizował pięć Marszów Niepodległości. W 2018 nastąpił rozłam ONR, w trakcie którego odszedł wraz z m.in. Tomaszem Doroszem.

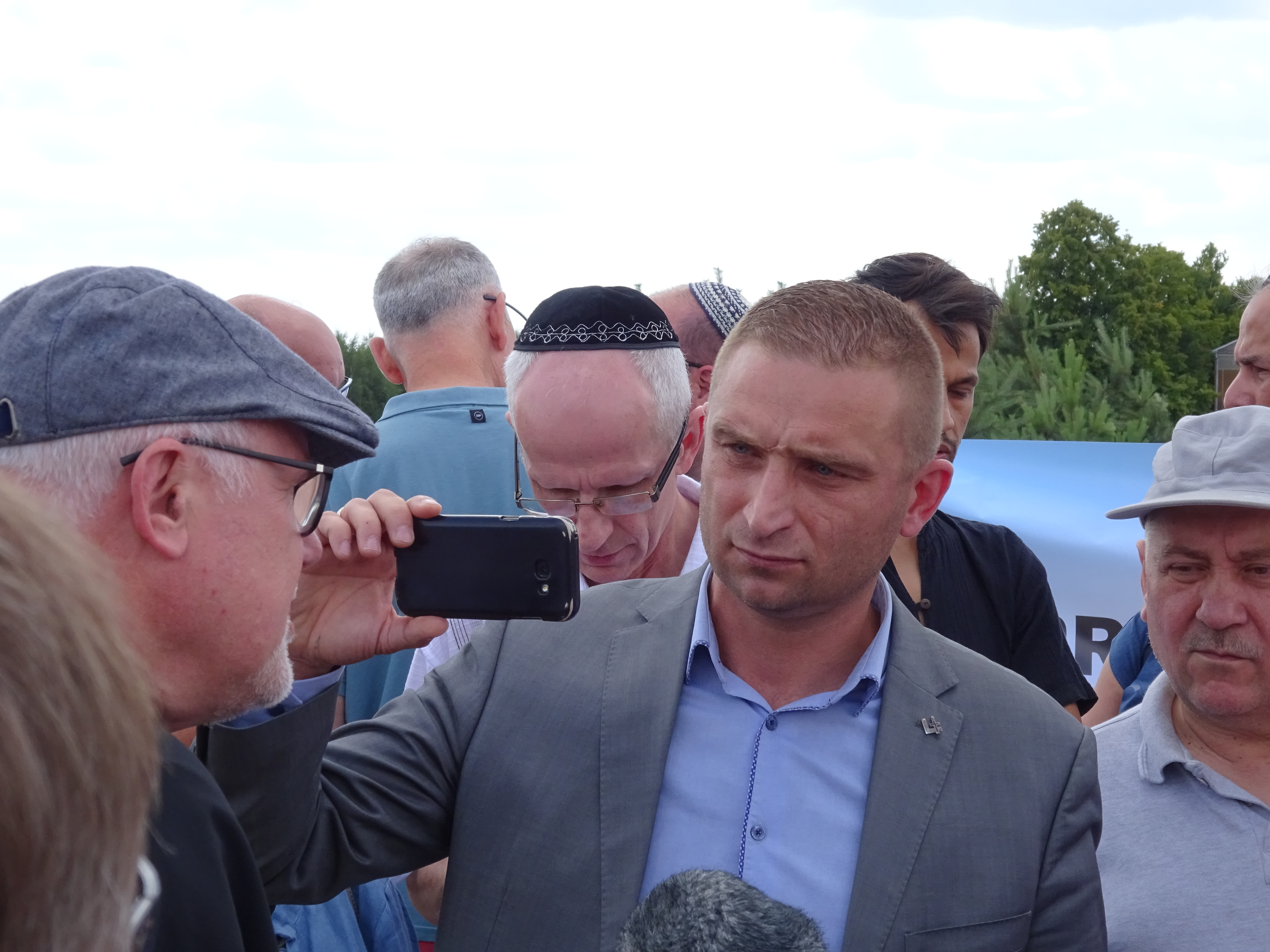
Bąkiewicz podczas obchodów 77. rocznicy pogromu w Jedwabnem (2018)

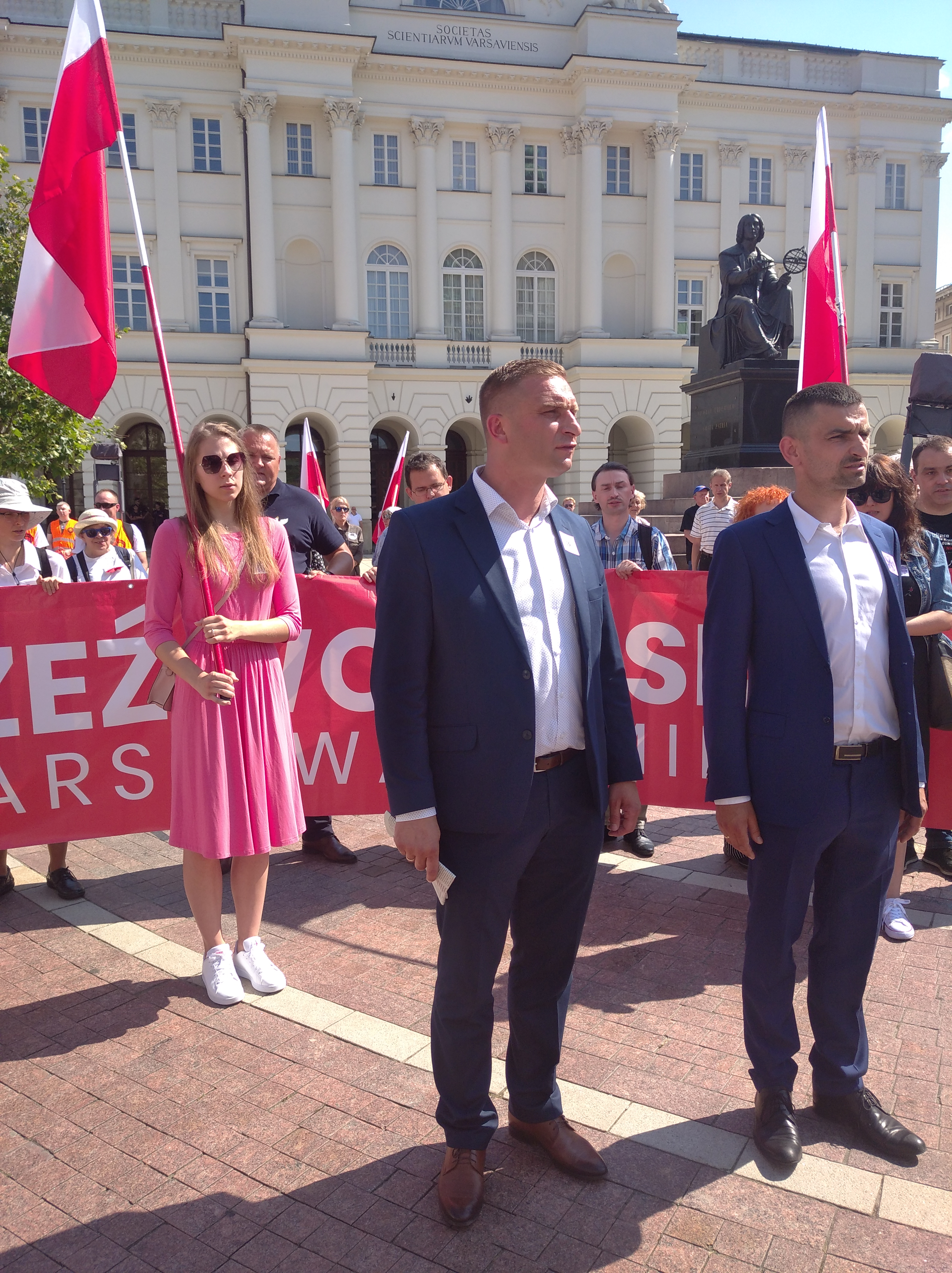
Bąkiewicz podczas marszu na cześć ofiar rzezi na Wołyniu w (2021)

W 2018 startował na urząd prezydenta miasta Pruszków. Uzyskał 1180 głosów, zajmując ostatnią, piątą pozycję spośród wszystkich startujących. W tych samych wyborach startował także na radnego Pruszkowa, nie uzyskując mandatu. Po wyborach Superstacja stworzyła artykuł, w którym napisała o postępowaniach karnych Roberta Bąkiewicza. Zgłosił on stację do Sądu Okręgowego w Warszawie, który zakazał Superstacji rozpowszechniania nieprawdziwych informacji. Następnie 21 października wystartował z listy komitetu wyborczego Porozumienia Narodowo-Patriotycznego na stanowisko radnego Pruszkowa. Zdobył 43 głosy, co nie zagwarantowało mu miejsca w radzie miasta.
W 2020 założył organizację Straż Narodowa, mającą na celu bronienie podstawy cywilizacji łacińskiej oraz prowadzić działania kontrrewolucyjne. Powstała ona w odpowiedzi na Strajk Kobiet. W 2021 został dziennikarzem Mediów Narodowych, a następnie redaktorem naczelnym tego serwisu. Następnie został prezesem Stowarzyszenia Roty Niepodległości. Krótko po zaprzysiężeniu zarządził akcję z billboardami zawierającymi cytaty z Biblii.
8 września 2022 objął funkcję prezesa Fundacji Pod Wierzbami. 11 listopada 2022 nadawać zaczęła internetowa telewizja TV Media Narodowe, której Robert Bąkiewicz był pomysłodawcą i prezesem. W styczniu 2023 wydawca Mediów Narodowych, tj. Stowarzyszenie Marsz Niepodległości, wycofało wniosek o koncesję złożony do Krajowej Rady Radiofonii i Telewizji.
31 stycznia 2023 Stowarzyszenie „Nigdy Więcej” opublikowało raport poświęcony mowie nienawiści, a także antysemickim i antyukraińskim teoriom spiskowym propagowanym na jego kanale Media Narodowe. Po ukazaniu się tego raportu kanał Media Narodowe został usunięty 3 lutego 2023 z platformy YouTube z powodu naruszenia zasad regulaminu.
19 lutego 2023 w mediach pojawiła się informacja o tym, że decyzją walnego zgromadzenia członków Robert Bąkiewicz został odwołany z funkcji prezesa Stowarzyszenia Marsz Niepodległości, z czym się nie zgadzał. 24 marca tego samego roku decyzją sądu został usunięty z funkcji prezesa stowarzyszenia i z władz zarządu. We wrześniu tego samego roku, po wstąpieniu do Suwerennej Polski, został kandydatem PiS do Sejmu w okręgu radomskim. Zdobył 4354 głosy, co nie pozwoliło mu uzyskać mandatu posła.
14 lutego 2024 zrezygnował z funkcji prezesa kanału TV Media Narodowe i zakończył stałą współpracę z tym medium. W styczniu tego samego roku telewizja została usunięta z kanału YouTube i drogą internetową jest dostępna tylko za pośrednictwem jej oficjalnej strony. Jest też dostępna w wybranych sieciach kablowych.
W marcu 2024 ogłosił powstanie partii Niepodległość (zarejestrowanej już od kwietnia 2023 pod nazwą Droga Niepodległości). Po przemianowaniu partii objął w niej funkcję prezesa.
7 czerwca 2024 w trakcie Marszu Milczenia (marszu który przeszedł ulicami Warszawy w hołdzie dla zamordowanego przez imigranta na granicy polsko-białoruskiej polskiego żołnierza Mateusza Sitka), miało dojść do interwencji policjantów, którzy zatrzymali uzbrojonego w nóż mężczyznę deklarującego chęć zaatakowania biorącego udział w wydarzeniu Roberta Bąkiewicza. Według portalu Niezalezna.pl miał to być recydywista Damian G. wcześniej karany za przestępstwa przeciwko życiu i zdrowiu.

## Poglądy i kontrowersje

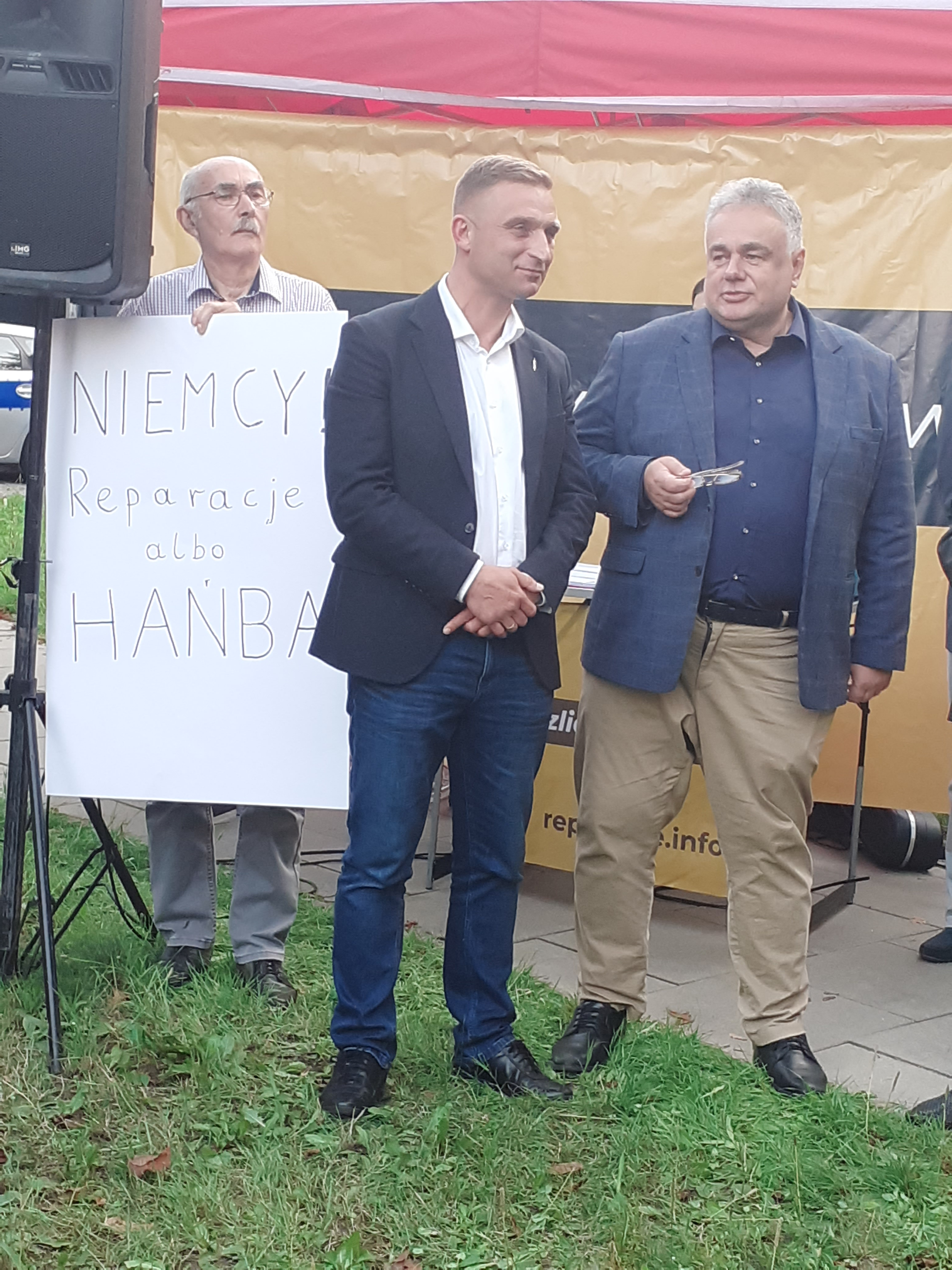
Robert Bąkiewicz i Tomasz Sakiewicz w trakcie demonstracji w sprawie reparacji od Niemiec po II wojnie światowej (2023)

Robert Bąkiewicz reprezentuje poglądy nacjonalistyczne. Wyznaje rzymski katolicyzm.
W 2021 poparł budowę bariery na granicy polsko-białoruskiej. Jest przeciwnikiem aborcji i ruchów LGBT. Określił siebie przeciwnikiem liberalizmu demokratycznego. W wywiadzie z 2017 roku stwierdził, że demokracja to „jeden z najgłupszych systemów, jakie stworzył człowiek”.
W 2017 poparł morderstwo Chrisa Haniego przez Janusza Walusia związanego z neonazistowską partią Afrykanerski Ruch Oporu, kiedy to wziął udział w pikiecie w obronie Walusia.
11 listopada 2022 poseł Adam Szłapka złożył wniosek do Najwyższej Izby Kontroli o sprawdzenie organizacji pozarządowych związanych z Robertem Bąkiewiczem.
Na przełomie lipca i sierpnia 2025 ujawniono, że kontrowersyjna działalność prowadzona przez Bąkiewicza jest finansowana w dużej części dzięki wpływom z 1,5% na konto przejętej przez Dominika Dzierżanowskiego charytatywnej fundacji „Mieszko” ze Świdnicy, przy czym aktualna działalność fundacji jest niezgodna zarówno z jej statutem, jak i intencjami dotychczasowego kierownictwa.

## Sprawy sądowe

### Postępowania karne
W 2020 do prokuratury wpłynęło doniesienie w sprawie obchodów 82. rocznicy powstania Obozu Narodowo-Radykalnego, które odbyły się w 2016 w Białymstoku. Wówczas to polityk był jednym z uczestników wydarzenia, w którym wykrzykiwano hasło: „A na drzewach zamiast liści będą wisieć syjoniści”. Wniosek złożył Rafał Gaweł, założyciel Ośrodka Monitorowania Zachowań Rasistowskich i Ksenofobicznych. Dwaj prowadzący imprezę zostali skazani na rok i pół roku więzienia, Robert Bąkiewicz został uniewinniony od postawionych mu zarzutów.
Również w 2020 podczas protestów przeciw tzw. zaostrzeniu prawa aborcyjnego Robert Bąkiewicz (oraz członkowie Straży Narodowej) siłą wypchnęli i wynieśli dwie aktywistki ze schodów kościoła Świętego Krzyża w Warszawie. W 2021 do sądu wpłynęły akty oskarżenia pod zarzutem naruszenia nietykalności kobiet. 7 marca 2023 Sąd Rejonowy dla Warszawy-Śródmieścia, za użycie siły i naruszenie nietykalności cielesnej, skazał go na rok prac społecznych i 10 tys. złotych nawiązki dla Katarzyny Augustynek, pierwszej z pokrzywdzonych. 11 lipca 2025 został ułaskawiony częściowo przez prezydenta Andrzeja Dudę i nie będzie musiał wykonywać zasądzonych prac społecznych.  Częściowa wypłata środków dla pokrzywdzonej nastąpiła w rezultacie działań komorniczych. Proces dotyczący drugiej z pokrzywdzonych toczy się przed Sądem Rejonowym dla Warszawy-Śródmieścia.
W sierpniu 2025 prokurator Prokuratury Okręgowej w Gorzowie Wielkopolskim przedstawił mu zarzuty znieważenia funkcjonariuszy Straży Granicznej, co uczynił na polecenie Prokurator Regionalnej w Szczecinie, po wcześniejszym uznaniu przez niego, jak również przez zastępcę prokuratura okręgowego, braku podstaw do przedstawienia Bąkiewiczowi tych zarzutów.

### Postępowania cywilne
W 2021 Robert Bąkiewicz pozwał redakcję OKO.press za artykuł na temat Straży Narodowej, żądając 10-tysięcznego zadośćuczynienia za określenie jego organizacji „bojówką”. Proces toczy się przed Sądem Okręgowym w Warszawie. 
Robert Bąkiewicz pozwał Fundację Wolni Obywatele RP w związku z wpisem opublikowanym w mediach społecznościowych uznając, że naruszono jego dobra osobiste. Proces sądowy rozpoczął się we wrześniu 2024. Bąkiewicz domagał się 10-tysięcznego zadośćuczynienia oraz opublikowania przeprosin na profilu Obywateli RP w serwisie Twitter (obecnie X). W 2025 Sąd Okręgowy w Warszawie oddalił powództwo, uznając, że sporny wpis nie naruszał dóbr osobistych Bąkiewicza w sposób bezprawny.

## Odznaczenia i wyróżnienia
- Krzyż Służby Niepodległości – 2024[65]
- Nagroda im. Księdza Piotra Wawrzyniaka (2021)[66]

## Wyniki wyborcze
| Wybory | Komitet wyborczy      | Komitet wyborczy                                | Organ               | Wynik        |
| ------ | --------------------- | ----------------------------------------------- | ------------------- | ------------ |
| 2018   |                       | KWW Porozumienie Narodowo–Patriotyczne Pruszków | Prezydent Pruszkowa | 1180 (4,44%) |
| 2018   | Rada Miasta Pruszkowa | KWW Porozumienie Narodowo–Patriotyczne Pruszków | 248 (4,19%)         |              |
| 2023   |                       | Prawo i Sprawiedliwość                          | Sejm X kadencji     | 4354 (1,11%) |

## Życie prywatne
Ma 5 dzieci.
W 2000 ożenił się z Sylwią Marią Bąkiewicz (ur. 1980). W 2007 małżeństwo podpisało intercyzę o rozdzielności majątkowej. Para pozew rozwodowy złożyła 30 grudnia 2010, jednak nadal utrzymywała relację. W 2011 rozwód sfinalizowano. 
W 2018 para ponownie zawarła związek małżeński.